# Świętno, Tỉnh West Pomeranian
Świętno [ˈɕfjɛntnɔ] (tiếng Đức Marienruh)  là một ngôi làng thuộc khu hành chính của Gmina Grzmiąca, thuộc hạt Szczecinek, Tây Pomeranian Voivodeship, phía tây bắc Ba Lan. Nó nằm khoảng 17 kilômét (11 mi) về phía tây bắc của Szczecinek và 135 km (84 mi) về phía đông của thủ đô khu vực Szczecin.
Trước năm 1945, khu vực này là một phần của Đức. Đối với lịch sử của khu vực, xem Lịch sử của Pomerania.
Làng có dân số 50 người.